# 摄政风格

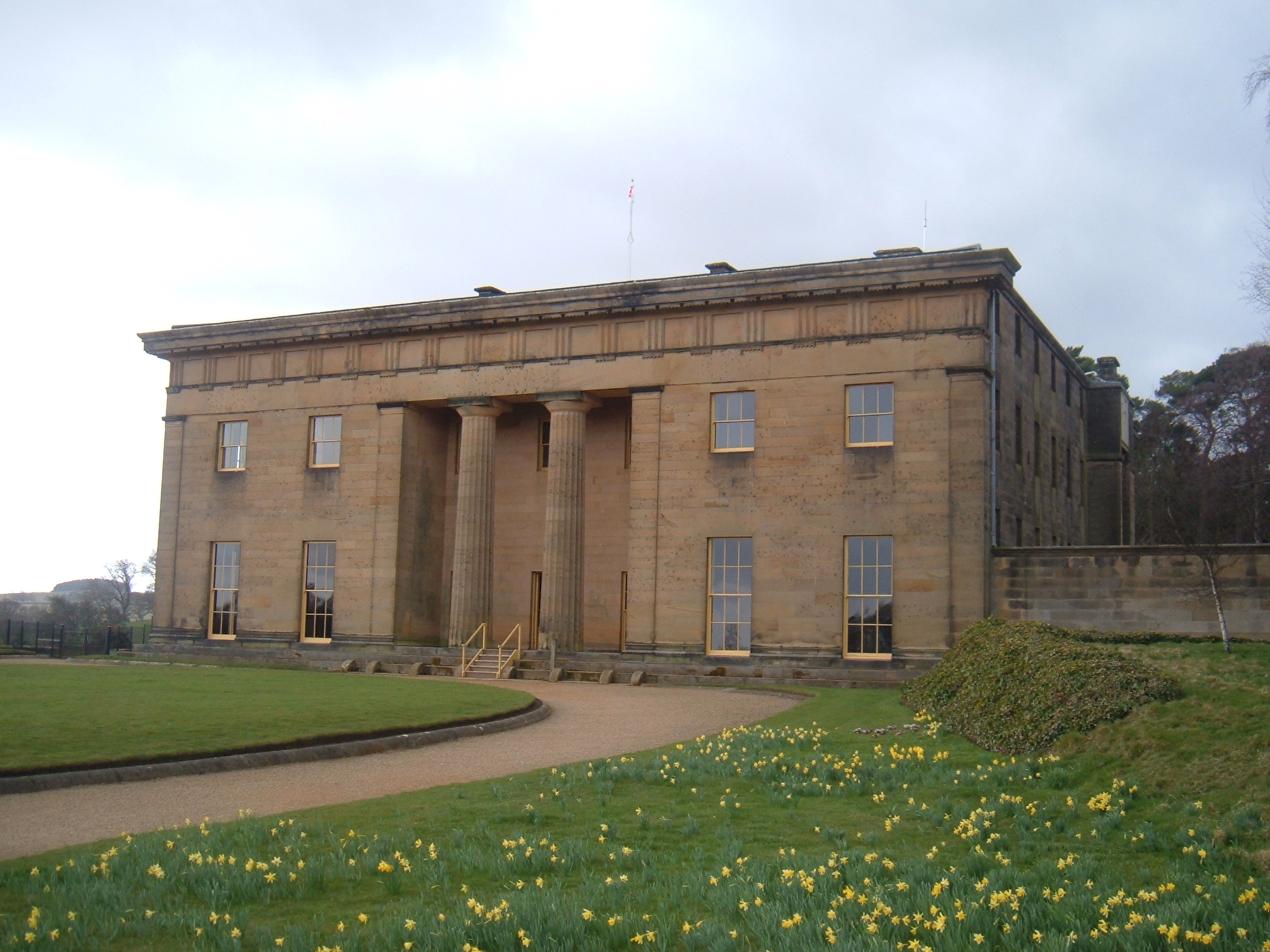
诺森伯兰郡具有摄政风格的贝尔赛市大厅

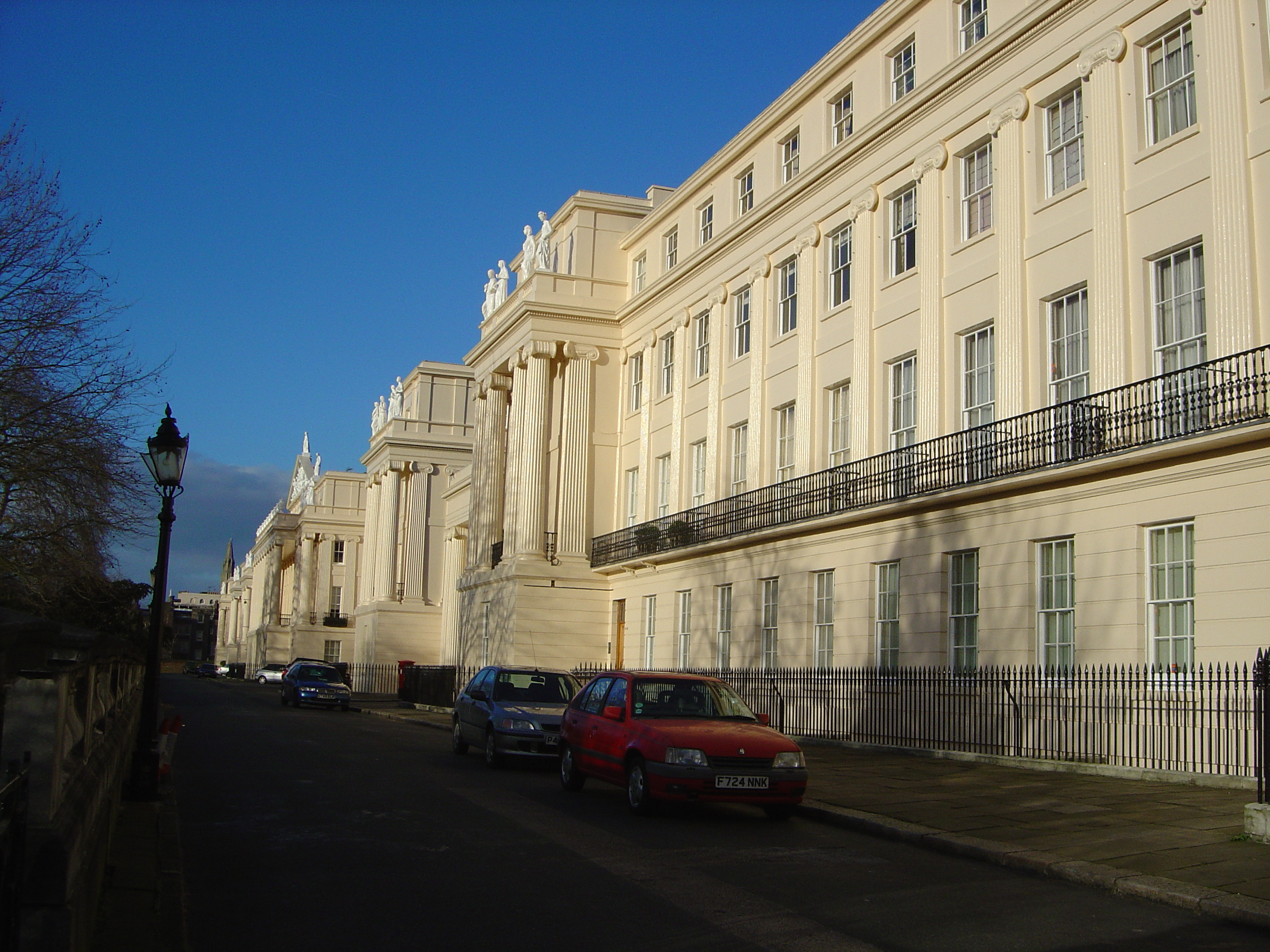
伦敦坎伯兰联排，约翰·纳什设计建造

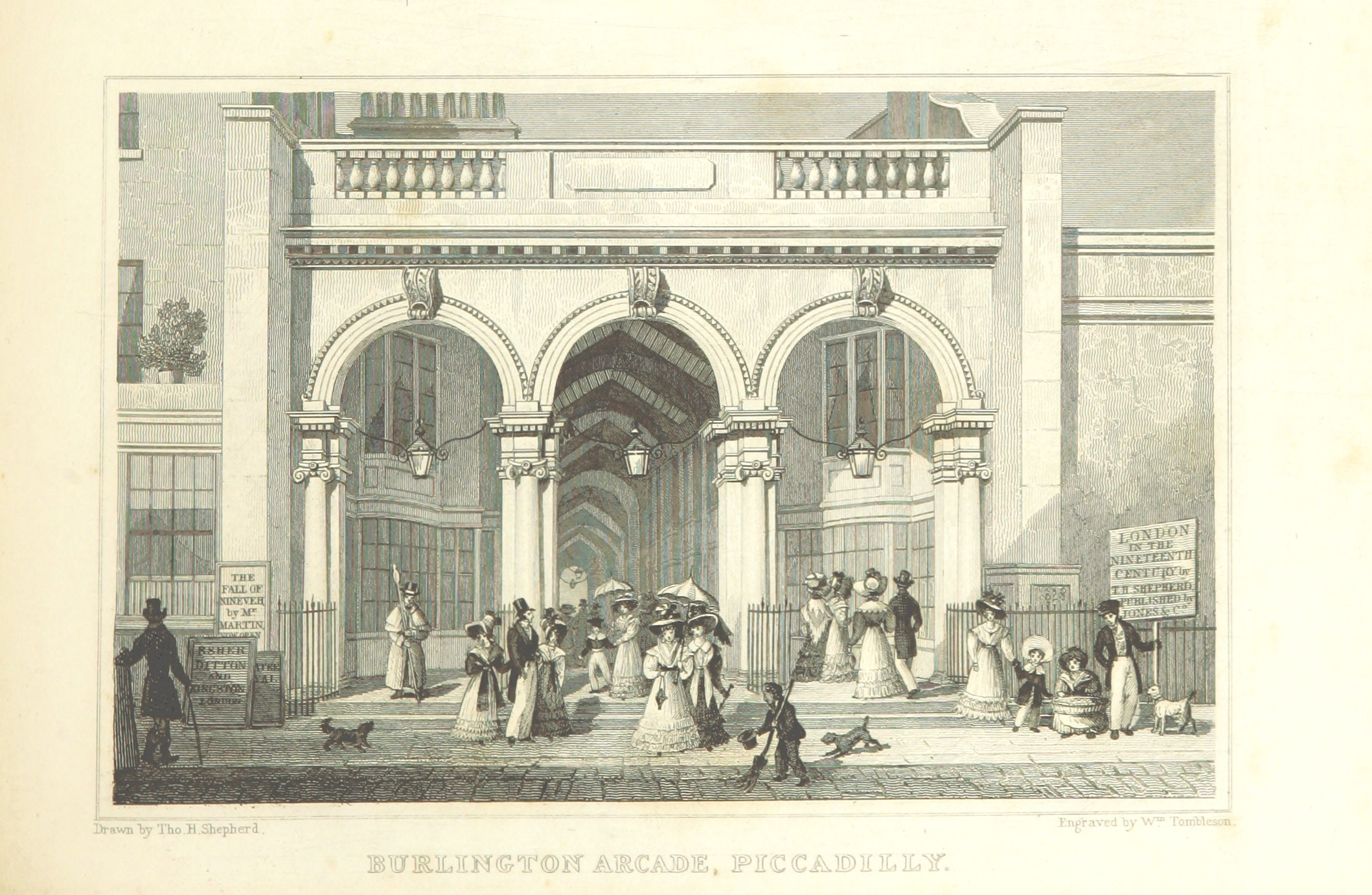
1819年原版的伯灵顿拱廊街皮卡迪利街入口

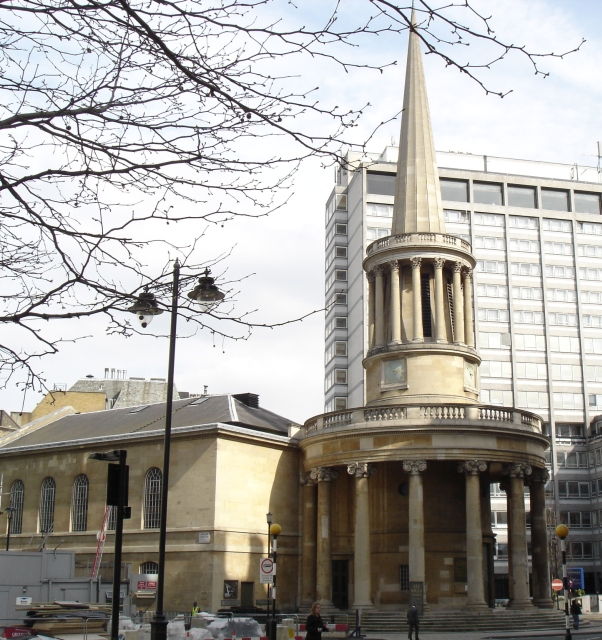
伦敦朗豪坊諸靈堂约翰·纳什设计建造

摄政时代建筑（英語：Regency architecture）指的是英国19世纪早期摄政时代的古典建筑风格，时值威爾斯親王喬治担任摄政王，以及那个时期之前和之后同等风格的建筑。同时期存在的其他建筑风格还有德语地区的畢德麥雅风格，美国的联邦风格和法国的帝政风格。摄政风格也指这一时期的建筑内部装修和裝飾藝術，典型代表包括雅致的家具，垂直线条的壁纸等，以及同时期的服饰风格，比如这个时期的男性服饰代表为花花公子做派的Beau Brummell，女性代表为帝政风格的Silhouette。
摄政风格有别于后期的喬治式建築风格，及摄政风格以前的新古典主义建筑，新古典主义建筑风格在摄政风格期间也一直有建筑使用。喬治王時代得名于1714-1830年间，乔治王朝的四任国王，包括乔治四世。精确地说英国摄政时期仅是在1811-1820年期间，但是在建筑风格上摄政风格的时间范围更广泛，包括1811年之前和1820年之后。下一个国王，1830到1837年在位的威廉四世，没有相应的建筑风格。摄政风格建筑的房屋建筑上特征非常明显，并在随后兼收并蓄地影响和复活了包括哥特式，希腊式，印度风格，等各种新古典主义风格。
摄政风格开始时由于拿破崙戰爭建筑的数量大量减少，政府在建筑上花的钱大幅度削减，木材紧缺，对其它建筑材料征收的税提高。1810年爆发了严重的金融危机，但是至少在伦敦唯一没有降值的资产类别是房屋，主要因为当时建造的房屋比较少，导致大量需求。1815年滑铁卢战役决定性地胜利后战争终于结束，此后长时期的经济发展提高了英国的自信心。大多数摄政风格建筑源于这段时间。

## 住宅
大多数摄政风格建筑有白色的粉饰灰泥表面，大门一般为黑色，入门的地方两侧有两根柱子。市中心依然以排屋为主，尤其月牙形的排屋受青睐。优美的铸铁露台和凸窗也随摄政风格成为时尚。在市外郊区不同大小的独立“洋房”时髦。乔治时期中产阶级的房屋很少有修饰，而摄政风格则把这种含蓄引入更多的建筑物，它们使用帕拉第奧式建築的不同结构形成一种从容和自信的古典风俗的建筑风格。
许多大型英格蘭鄉村別墅把建筑与风景结合到一起，哥德復興式建築获得青睐，许多建筑师根据他们的雇主的要求使用各种不同的风格。詹姆斯·懷亞特建造了貝爾沃城堡等哥特复兴式建筑，后来怀亚特专门建造非常复杂夸张的哥特式建筑。塞津科特大厦是为一名从英属印度诸省回归的富商建造的印度撒拉遜復興建築。约翰·纳什为摄政王建造的英皇阁外部是印度风格，内部则是模拟中国的风格。

## 教堂
1818年教堂建筑法发布以前50年中在英国教堂建筑的数量很少。这部法律拨了一笔国家费用来建造新教堂，这是因为人口变化导致新教堂的需求，法律还设立了一个委员会来分配这笔钱。从1820年代开始到1850年代为止这些被称为滑铁卢教堂的建筑步伐加快。这些教堂中早期的那些是摄政风格时代的建筑，它们有明显的哥特式复兴风格，并且添加了古典派的元素。希臘復興式建築风格与不断改建的巴洛克建筑风格与新古典主义建筑风格混合到一起。

## 公共建筑
这段时间里在国家和地方级都建造了大量公共建筑。1813年到1819年间在伦敦泰晤士河上建筑了三座桥：沃克斯霍爾橋、滑铁卢桥和南華克橋。所有三座桥都是私费通过桥税筹资建筑的。越来越多新建的房屋从设计开始就结合商店，带有商店的拱廊出现，伦敦的伯灵顿拱廊街（1815至1819年间建成）是其中最早建成的。

## 主要建筑师

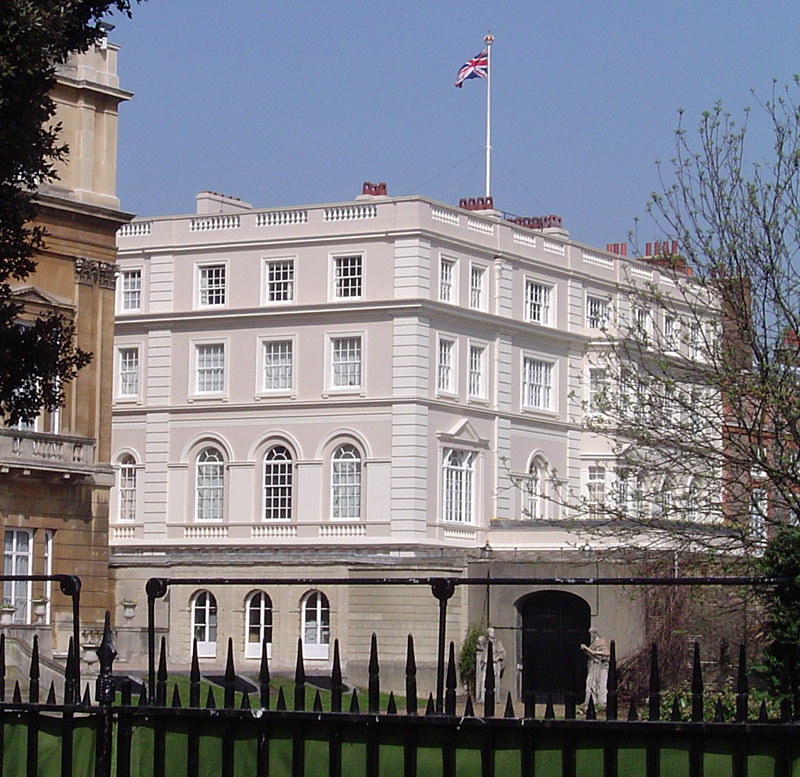
约翰·纳什的克拉伦斯宫

约翰·纳什是与摄政风格联合最紧密的建筑师，他的设计完全符合雇主的需要，他设计了伦敦的摄政公园和摄政街。他的许多学生把他的风格继续扩散，有些也反抗他的风格。在伦敦維多利亞、皮姆利科、梅费尔和其它许多中心市区的多条街道是按照纳什的风格建筑的。约翰·索恩是欧洲新古典主义风格的实验者之一，他的风格更加有个性，他设计的创新建筑的细节往往被其他建筑师模仿。
从1768年在伦敦任市建筑师的乔治·当斯虽然在1798年后很少自己做设计，但是他是摄政风格的先驱。罗伯特·斯默克即建造了古典建筑（大英博物馆），在许多公共建筑中也使用了哥特式设计。他和纳什等同是摄政风格时期大都会工程委员会成员。当时的一项大工程是扩建溫莎城堡，这项工程最后一共耗费100万英镑，比开始预算的高三倍。斯默克、纳什、索恩和傑弗里·威雅維爾受邀参加竞争。威雅維爾获胜。他是一个知名的建筑师，尤其在新建和改建别墅方面获得名声，他使用各种不同风格设计建筑。他的叔叔詹姆斯·懷亞特是前代建筑师中的领导人之一，詹姆斯的儿子们也是同代有名的建筑师。

## 地点
除伦敦外其它一些英国城镇也有集中的摄政风格建筑群。尤其在一些新的修养市镇里还保留着没有被改变的建筑群，这些城市在建筑风格上模仿在乔治时期中期和1780年代被大规模发展的巴斯和巴克斯頓。布赖顿和其它王家修养城市如華威郡的皇家利明頓溫泉、布里斯托尔、皇家坦布里奇韦尔斯、泰恩河畔纽卡斯尔和切爾滕納姆等也非常时髦，这些城市“可能是保存最完整的摄政风格城市”。杰出的摄政风格建筑群包括東薩塞克斯郡的布萊頓和霍夫。

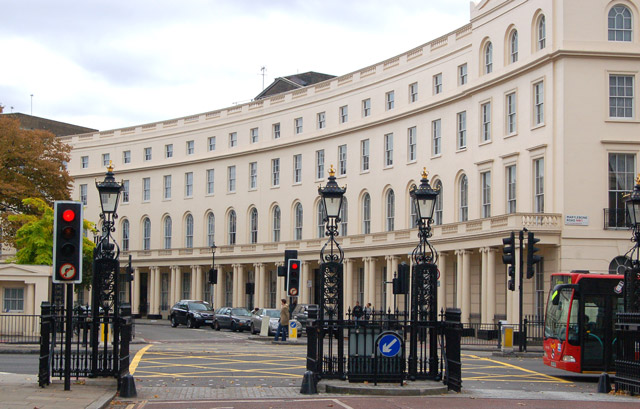
伦敦，公园圆廊
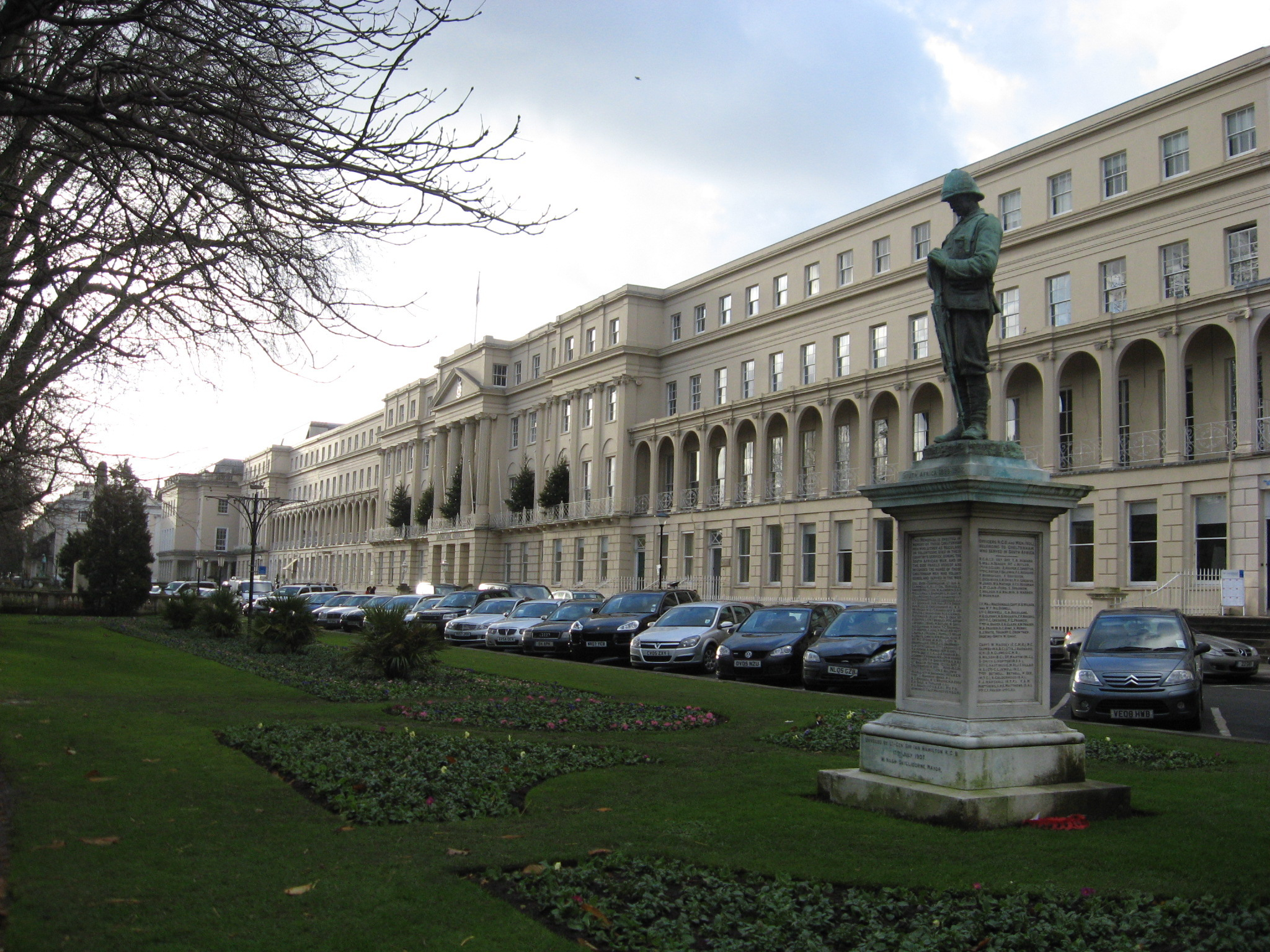
切爾滕納姆，今天用作社群建筑
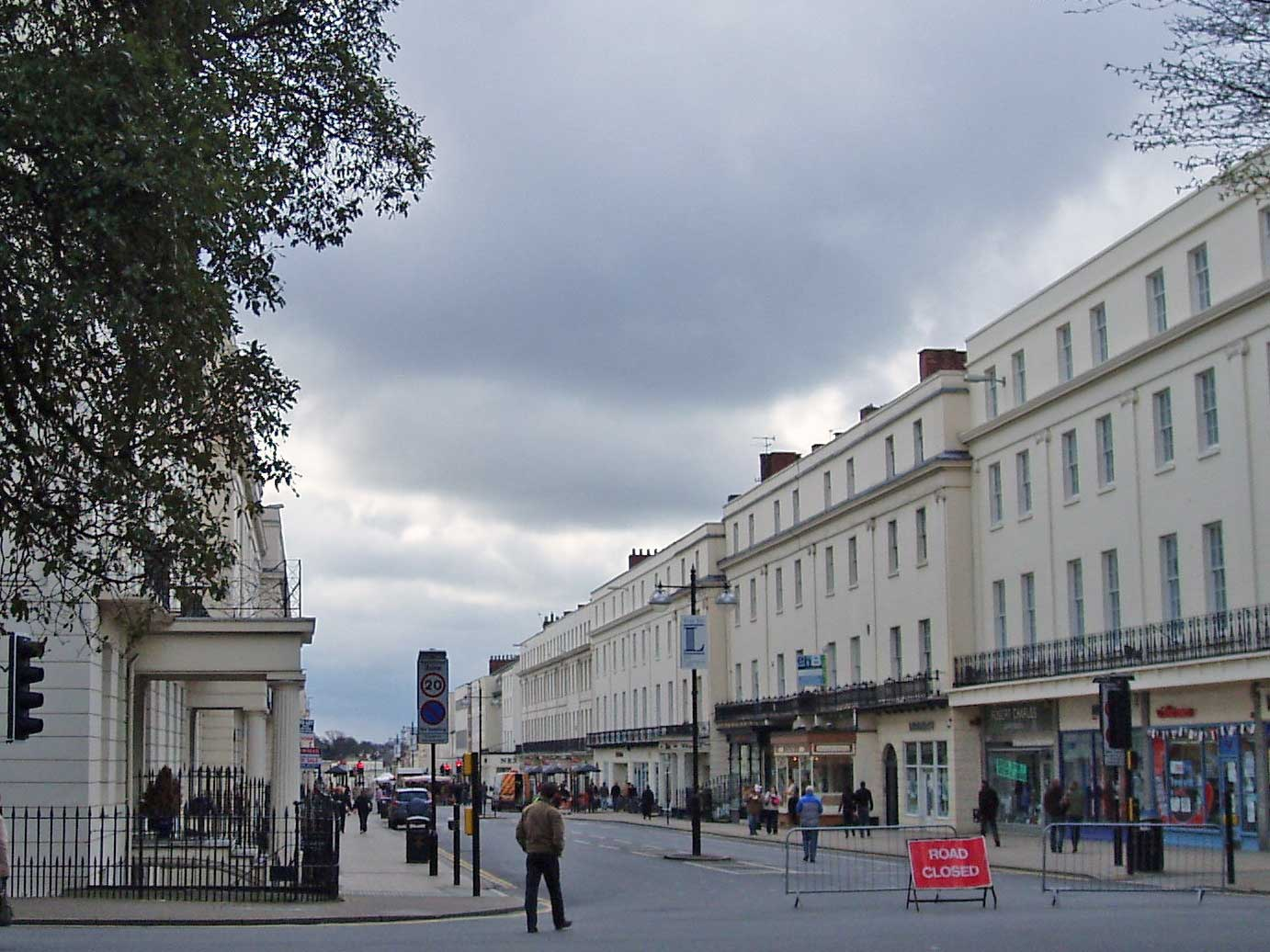
皇家利明頓溫泉
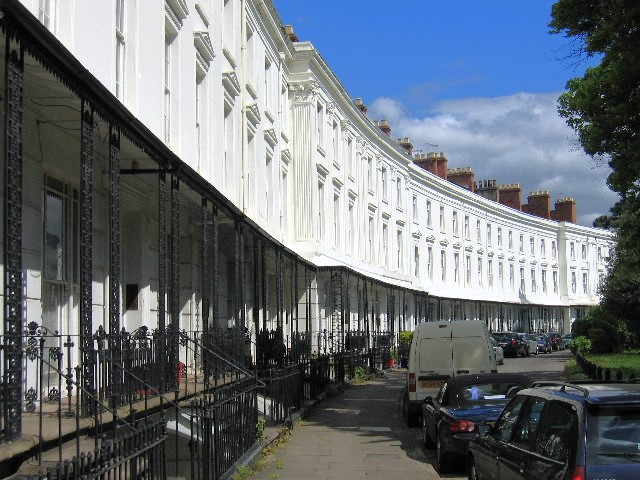
皇家利明頓溫泉
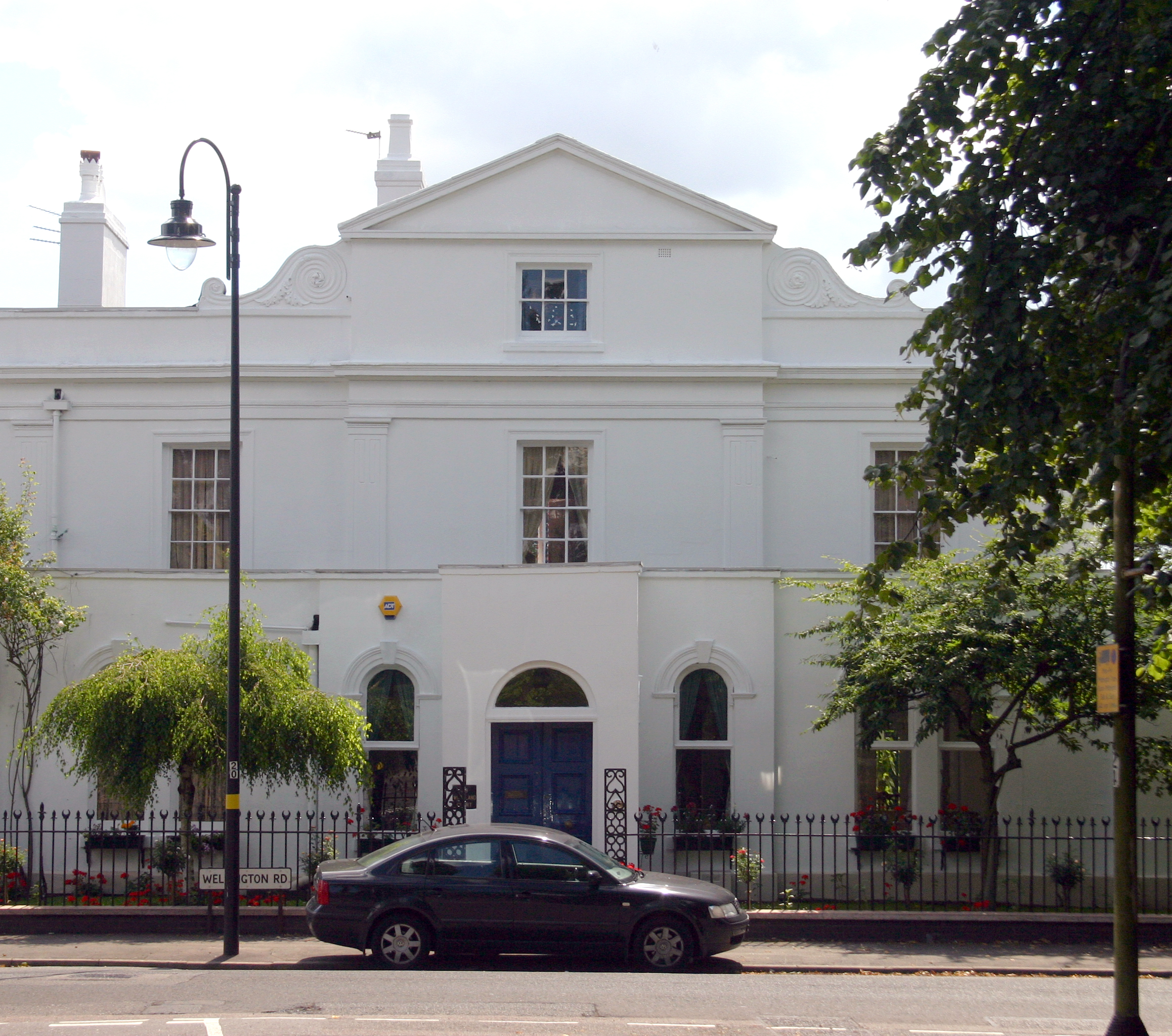
伯明翰郊区的一座别墅，1820年代
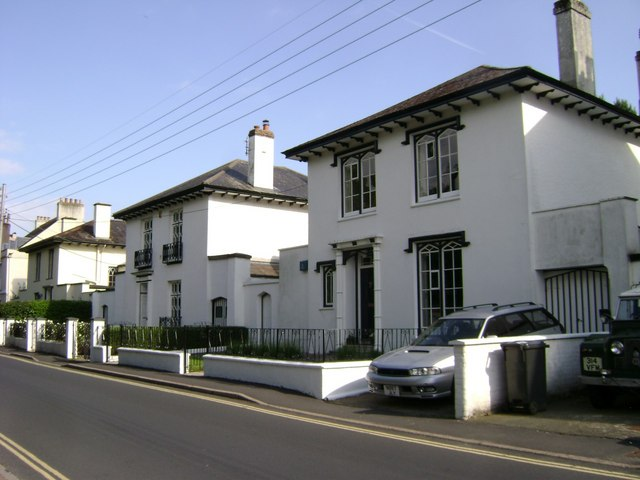
道利什带有哥特式细节半分开的小别墅

## 书籍
- Lionel Brett, 4th Viscount Esher：《The Glory of the English House》，1991年，Barrie and Jenkins，ISBN 0712636137
- 西蒙·詹金斯：《England's Thousand Best Churches》，1999年，Allen Lane，ISBN 0-7139-9281-6
- 西蒙·詹金斯：《England's Thousand Best Houses》，2003年，Allen Lane，ISBN 0-7139-9596-3
- Jeremy Musson：《How to Read a Country House》，2005年，Ebury Press，ISBN 009190076X
- 约翰·朱利叶斯·诺威奇：《The Architecture of Southern England》，Macmillan, London，1985年ISBN 0333220374
- 尼古拉斯·佩夫斯纳：《The Englishness of English Art》，Penguin，1964年编辑
- Roy Strong：《The Spirit of Britain》，1999年，Hutchison, London，ISBN 185681534X
- Sir John Summerson：《Georgian London》，1945年，1988更改版，Barrie & Jenkins，ISBN 0712620958